# Allier (řeka)
Allier je řeka ve Francii (Languedoc-Roussillon, Auvergne, Centre-Val de Loire, Burgundsko). Celková délka toku je 410 km. Plocha povodí měří 14 310 km².

## Průběh toku
Pramení na západním předhůří Cévennes. Teče přes Francouzské středohoří. Říční údolí je zřetelně vyznačeno a střídají se v něm soutěsky a širší rovinné části. Ústí zleva do Loiry.

## Vodní režim
Nejvyšších vodních stavů dosahuje na jaře a na podzim. Průměrný průtok vody činí 147 m³/s a maximální až 6000 m³/s.

## Využití
Vodní doprava je možná od města Issoire. Na řece leží města Vichy, Moulins.